# 조반니 파피니

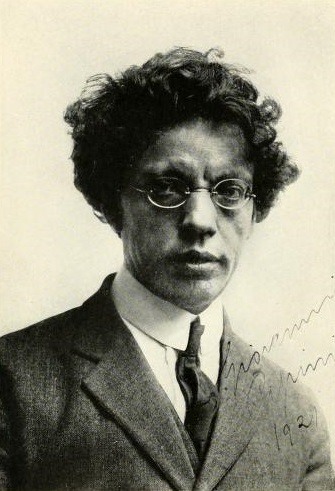

조반니 파피니(Giovanni Papini, 1881년 ~ 1956년)는 이탈리아의 소설가·평론가이다. 피렌체에서 태어나 일찍이 젊어서부터 수다한 문학 운동에 참가하였고, 그 중에서도 <레오나르도>(1903-1907), <보체>(1908-1914), <라첼바>(1913-1915)의 여러 잡지를 창간하였으며 제임스(미국의 심리학자·철학자)의 프래그머티즘이나 베르그송(프랑스의 철학자, 1859-1941)의 직관주의를 도입하여 금세기 전반(前半)에 있어서 문예사상계의 주역자 중 한 사람이 되었다. <사양의 철학자>(1906)나 <24의 뇌수(腦髓)>(1912) 등은 이 시기의 주저이다. 이어서 <막다른 골목에 들어선 사나이>(1912)를 발표하고 난 후부터는 이상주의로 기울고 제1차 세계대전 후의 유럽 사상계의 퇴폐상을 목도하고는 거꾸로 유신론으로 쏠려, 청년시절에 그렇게 매도(罵倒)하던 신(神)을 인정하고 개종하기에 이르렀다. 그리고 <그리스도전(傳)>(1921), <성 아우구스티누스>(1930) 등을 저술하고 만년에는 감각 마비라는 기병(奇病)에 걸렸으면서도 두뇌만은 명석의 도를 더하여 <불행한 자의 행복>을 구술(口述)로 발표하였다.